# 袋狀軌

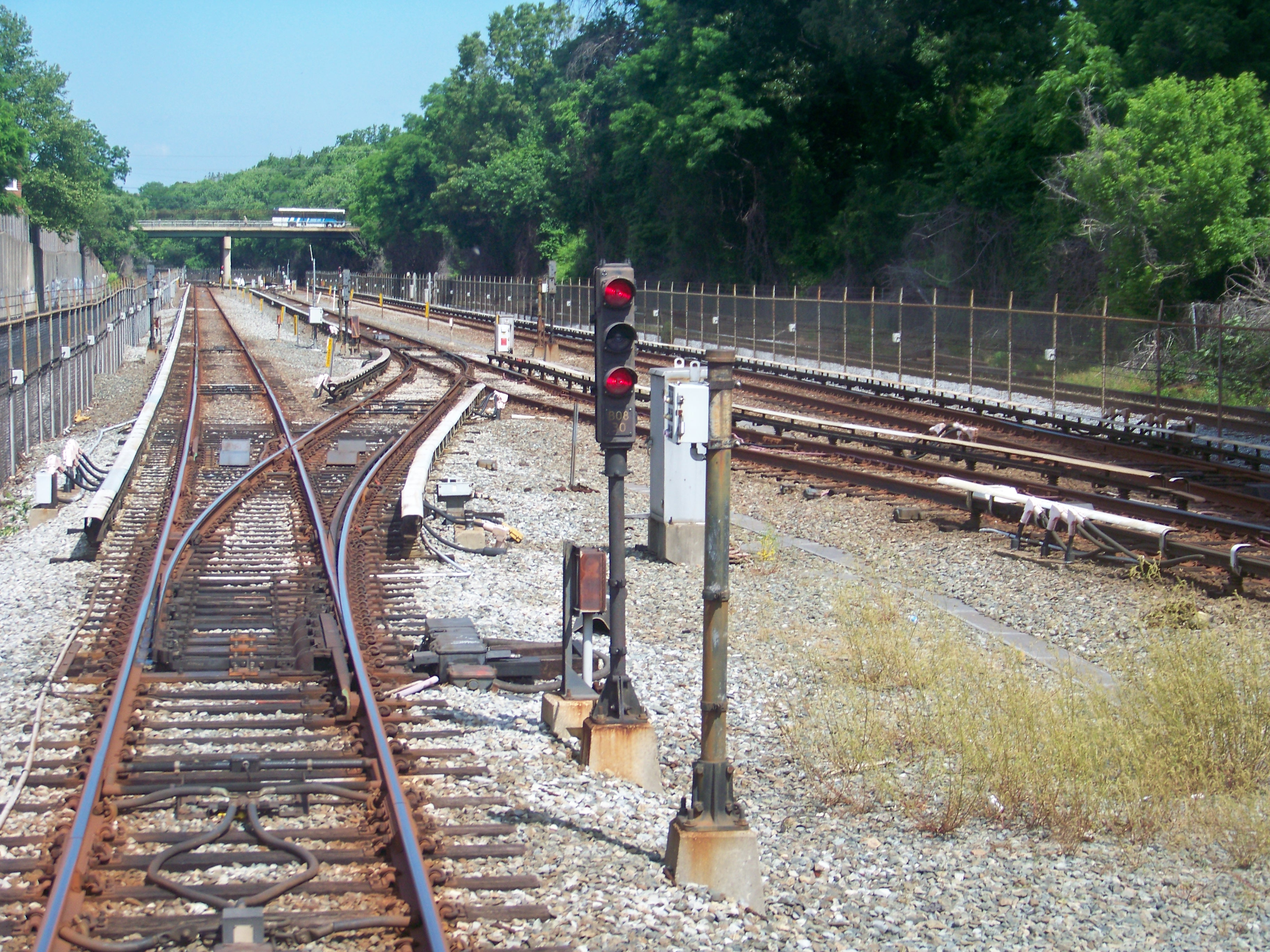
位於華盛頓地鐵系統中的袋狀軌

袋狀軌（美式英文：Pocket Track、英式英文：Reversing Siding），亦稱作中央避車線、中央存車線、袋式儲車軌，是一種使列車得以駛離主線停車的軌道。這種軌道有別於一般的側線，通常設置於兩條鐵道主線的中央，而非兩側。
京包铁路青龙桥站即为如此布置：有3条站线，其中两侧的站线外侧各设有站台，中间的站线即为袋狀軌。

## 特點
袋狀軌除了可以臨時停放故障列車外，通常也能協助鐵道路線的班車調度作業，甚至能提供列車一個掉頭、倒車的場所，因此可以使鐵道路線在夜間等乘客較少的時段縮短服務區間。能於部分時段让部分列車作為終點站使用。

## 外部連結
- 台北捷運系統規劃設計與施工 軌道工程（繁體中文）